# Pipistrellus subflavus
Pipistrellus subflavus es una especie de murciélago de la familia Vespertilionidae. Algunos autores la colocan en el género  Perimyotis.

## Distribución y hábitat
Su área de distribución incluye Canadá, Estados Unidos, México, Belice, Guatemala y Honduras. Su hábitat natural se compone de bosque abierto en la cercanía de cuerpos de agua.

## Subespecies
Se reconoce las siguientes subespecies:
- P. subflavus subflavus
- P. subflavus clarus
- P. subflavus floridanus
- P. subflavus veraecrucis